# نسل الهام بخش
نسل الهام بخش (هانگول: 감격시대، RR: Gamgyeoksidae) یک مجموعه تلویزیونی کره جنوبی محصول سال ۲۰۱۴ است، به نویسندگی چه سونگ دائه و کارگردانی کیم جونگ گیو و آهن جون یونگ می‌باشد. از بازیگران این مجموعه می‌توان به کیم هیون جونگ، ایم سو هیانگ و جین سه یون اشاره کرد.
این سریال به تعداد ۲۴ قسمت، از ۱۵ ژانویه تا ۳ آوریل ۲۰۱۴ در روزهای چهارشنبه و پنجشنبه ساعت ۲۱:۵۵، در شبکه کی‌بی‌اس۲ پخش شد.

## داستان
داستان دربارهٔ خشونت، عشق و دوستی است که در سال ۱۹۳۰، بین کره، چین و ژاپن در حال گردش می‌باشد.

## بازیگران

### شخصیت‌های اصلی
- کیم هیون جونگ در نقش شین جانگ ته
- کاک دونگ یونگ در نقش جوانی جانگ ته
- ایم سو هیانگ در نقش بانوی گایا دگاچی
- جو دا-یانگ در نقش جوانی گایا دگاچی
- جین سه یون در نقش یون اوک ریون
- جی وو در نقش جوانی اوک ریون

### شخصیت‌های نقش مکمل
- کیم جه ووک در نقش کیم سو-اوک
- جانگ هو بن در نقش وانگ بک سان
- کیم کپ سو در نقش تویاما دنکای
- سونگ جه ریم در نقش رئیس مو

## امتیازها
| قسمت #  | تاریخ پخش اصلی | میانگین سهم مخاطبان | میانگین سهم مخاطبان   | میانگین سهم مخاطبان | میانگین سهم مخاطبان   |
| قسمت #  | تاریخ پخش اصلی | امتیازات TNmS       | امتیازات TNmS         | AGB Nielsen         | AGB Nielsen           |
| قسمت #  | تاریخ پخش اصلی | سراسر کشور          | منطقه پایتخت ملی سئول | سراسر کشور          | منطقه پایتخت ملی سئول |
| ------- | -------------- | ------------------- | --------------------- | ------------------- | --------------------- |
| ۱       | ۱۵ ژانویه ۲۰۱۴ | ۷٫۹٪                | ۹٫۲٪                  | ۷٫۸٪                | ۷٫۷٪                  |
| ۲       | ۱۶ ژانویه ۲۰۱۴ | ۷٫۸٪                | ۹٫۲٪                  | ۷٫۷٪                | ۷٫۷٪                  |
| ۳       | ۲۲ ژانویه ۲۰۱۴ | ۸٫۹٪                | ۹٫۲٪                  | ۹٫۶٪                | ۱۰٫۳٪                 |
| ۴       | ۲۳ ژانویه ۲۰۱۴ | ۸٫۹٪                | ۸٫۳٪                  | ۷٫۹٪                | ۸٫۴٪                  |
| ۵       | ۲۹ ژانویه ۲۰۱۴ | ۷٫۷٪                | ۸٫۶٪                  | ۷٫۰٪                | ۷٫۹٪                  |
| ۶       | ۳۰ ژانویه ۲۰۱۴ | ۷٫۹٪                | ۸٫۷٪                  | ۸٫۳٪                | ۸٫۸٪                  |
| ۷       | ۵ فوریه ۲۰۱۴   | ۷٫۰٪                | ۷٫۲٪                  | ۸٫۴٪                | ۸٫۶٪                  |
| ۸       | ۶ فوریه ۲۰۱۴   | ۷٫۴٪                | ۹٫۳٪                  | ۸٫۹٪                | ۹٫۴٪                  |
| ۹       | ۱۲ فوریه ۲۰۱۴  | ۸٫۸٪                | ۹٫۴٪                  | ۱۰٫۰٪               | ۱۰٫۷٪                 |
| ۱۰      | ۱۳ فوریه ۲۰۱۴  | ۹٫۹٪                | ۱۱٫۶٪                 | ۱۱٫۴٪               | ۱۲٫۸٪                 |
| ۱۱      | ۱۹ فوریه ۲۰۱۴  | ۸٫۸٪                | ۹٫۱٪                  | ۱۰٫۳٪               | ۱۰٫۸٪                 |
| ۱۲      | ۲۰ فوریه ۲۰۱۴  | ۸٫۲٪                | ۹٫۸٪                  | ۹٫۸٪                | ۱۰٫۲٪                 |
| ۱۳      | ۲۶ فوریه ۲۰۱۴  | ۸٫۷٪                | ۹٫۳٪                  | ۹٫۳٪                | ۹٫۷٪                  |
| ۱۴      | ۲۷ فوریه ۲۰۱۴  | ۸٫۹٪                | ۱۰٫۳٪                 | ۹٫۷٪                | ۱۰٫۱٪                 |
| ۱۵      | ۵ مارس ۲۰۱۴    | ۱۰٫۰٪               | ۱۰٫۹٪                 | ۱۲٫۰٪               | ۱۲٫۷٪                 |
| ۱۶      | ۶ مارس ۲۰۱۴    | ۱۰٫۳٪               | ۱۱٫۶٪                 | ۱۲٫۵٪               | ۱۳٫۳٪                 |
| ۱۷      | ۱۲ مارس ۲۰۱۴   | ۱۰٫۷٪               | ۱۲٫۲٪                 | ۱۲٫۲٪               | ۱۳٫۲٪                 |
| ۱۸      | ۱۳ مارس ۲۰۱۴   | ۱۰٫۰٪               | ۱۱٫۴٪                 | ۱۲٫۶٪               | ۱۳٫۲٪                 |
| ۱۹      | ۱۹ مارس ۲۰۱۴   | ۹٫۲٪                | ۱۰٫۲٪                 | ۱۱٫۰٪               | ۱۱٫۱٪                 |
| ۲۰      | ۲۰ مارس ۲۰۱۴   | ۱۰٫۸٪               | ۱۲٫۴٪                 | ۱۲٫۱٪               | ۱۲٫۸٪                 |
| ۲۱      | ۲۶ مارس ۲۰۱۴   | ۱۰٫۰٪               | ۱۱٫۴٪                 | ۱۱٫۶٪               | ۱۲٫۳٪                 |
| ۲۲      | ۲۷ مارس ۲۰۱۴   | ۱۰٫۳٪               | ۱۰٫۹٪                 | ۱۲٫۳٪               | ۱۳٫۶٪                 |
| ۲۳      | ۲ آوریل ۲۰۱۴   | ۹٫۸٪                | ۱۰٫۴٪                 | ۱۱٫۱٪               | ۱۱٫۵٪                 |
| ۲۴      | ۳ آوریل ۲۰۱۴   | ۱۰٫۷٪               | ۱۱٫۶٪                 | ۱۲٫۳٪               | ۱۳٫۵٪                 |
| میانگین | میانگین        | ۹٫۰٪                | ۱۰٫۰٪                 | ۱۰٫۲٪               | ۱۰٫۸٪                 |

## جوایز و نامزدی‌ها
| سال  | جایزه                  | بخش                                               | دریافت‌کننده   | نتیجه    |
| ---- | ---------------------- | ------------------------------------------------- | ------------- | -------- |
| ۲۰۱۴ | جوایز درام شبکه کی‌بی‌اس | جایزه تعالی، بازیگر نقش اول مرد در یک درام تاریخی | کیم هیون جونگ | نامزدشده |
| ۲۰۱۴ | جوایز درام شبکه کی‌بی‌اس | جایزه تعالی، بازیگر نقش مکمل زن در یک درام تاریخی | ایم سو هیانگ  | نامزدشده |
| ۲۰۱۴ | جوایز درام شبکه کی‌بی‌اس | بهترین بازیگر جدید                                | یون هیون مین  | نامزدشده |
| ۲۰۱۴ | جوایز درام شبکه کی‌بی‌اس | بهترین بازیگر جوان                                | کاک دونگ یون  | برنده    |